# Acariformes
Gli Acariformes, noti anche come Actinotrichida, sono il più diversificato dei due superordini del gruppo polifiletico Acarina (l'altro è l'ordine Parasitiformes), e comprende i comuni acari. Sono state descritte oltre 33 000 specie suddivise in 351 famiglie, per un totale stimato tra 440 000 e 929 000 specie, comprese le specie non descritte.

## Tassonomia
Superordine Acariformes
- Ordine Astigmata
  - Superfamiglia Acaroidea
  - Superfamiglia Analgoidea
  - Superfamiglia Canestrinioidea
  - Superfamiglia Freyanoidea
  - Superfamiglia Glycyphagoidea
  - Superfamiglia Hemisarcoptoidea
  - Superfamiglia Histiostomatoidea
  - Superfamiglia Hypoderatoidea
  - Superfamiglia Pterolichoidea
  - Superfamiglia Sarcoptoidea
  - Famiglia Cytoditidae
  - Famiglia Heteropsoridae
- Ordine Oribatida
  - Sottordine Brachypylina
  - Sottordine Enarthronota
  - Sottordine Holosomata
  - Sottordine Mixonomata
  - Sottordine Palaeosomata
  - Sottordine Parhyposomata
  - Sottordine Acaroidea
  - Sottordine Acaroidea
- Ordine Prostigmata
  - Sottordine Anystina
  - Sottordine Eleutherengona
  - Sottordine Endeostigmata
  - Sottordine Eupodina
- Ordine Opilioacarida
  - Superfamiglia Opilioacaroidea